# Le Conte de l'universitaire d'Oxford

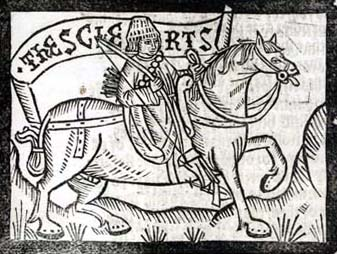
L'Universitaire dans l'édition des Contes de Canterbury produite en 1492 par Richard Pynson.

Le Conte de l'Universitaire d'Oxford (The Tale of the Clerk of Oxenford en moyen anglais) est l'un des Contes de Canterbury de Geoffrey Chaucer. Il appartient au Fragment IV (E) et précède le Conte du Marchand.

## Résumé
Gautier, marquis de Saluces, est célibataire, ce qui inquiète ses sujets. Ils le pressent de se trouver une femme susceptible de lui donner un héritier. Il y consent et choisit pour épouse Grisildis, la fille d'un paysan pauvre, réputée pour sa vertu. Elle ne tarde pas à se faire aimer de tous ses sujets et se révèle une diplomate de talent, capable d'apaiser toutes les querelles. Elle donne également naissance à une fille.
Le marquis est pris du désir de mettre l'obéissance de son épouse à l'épreuve. Il prétend que les nobles du royaume désapprouvent leur union, et qu'il doit par conséquent tuer leur fille. Grisildis n'oppose aucune résistance, et lorsqu'un sergent vient lui enlever sa fille, la seule chose qu'elle lui demande est de l'enterrer décemment. L'enfant est discrètement envoyée à Bologne, auprès de la sœur du marquis. Quatre ans plus tard, Grisildis donne naissance à un fils, mais Gautier souhaite à nouveau éprouver son obéissance. L'histoire se répète : il fait croire à sa femme que leur fils doit mourir, et celle-ci se soumet à sa volonté. La population de Saluces commence à prendre en haine ce seigneur qui fait preuve d'autant de cruauté à l'égard de ses proches.
Lorsque sa fille est en âge de se marier, le marquis la fait rappeler à lui avec son jeune frère et produit une fausse dispense du pape lui permettant de divorcer de Grisildis. Gautier la dépouille alors de tout ce qu'il lui avait offert, notamment ses habits et ses bijoux, et lui ordonne de rentrer nue chez son père. Encore une fois, Grisildis consent, ne demandant qu'un sarrau pour protéger sa nudité en échange de la virginité qu'elle lui a donné jadis.
Gautier réserve une ultime épreuve à Grisildis : puisqu'elle connaît bien ses goûts, il lui demande d'organiser son mariage avec sa nouvelle épouse, celle dont tous ignorent qu'elle est en réalité sa fille. Grisildis continue à obéir et se contente de le prier d'agir avec plus de douceur avec sa nouvelle femme, car celle-ci, élevée dans un milieu aisé, ne pourrait supporter les mêmes épreuves qu'elle-même a enduré. Gautier lui révèle alors toute la vérité et la rétablit à ses côtés, et ils vivent heureux jusqu'à leur mort.
Un bref « envoi de Chaucer » suit le conte, et recommande aux hommes de ne pas chercher de femme aussi patiente que Grisildis, car ce serait chose impossible. Il suggère également aux femmes de ne pas hésiter à dire ce qu'elles pensent à leurs maris et de faire preuve d'autorité dans leur ménage.

## Sources et rédaction

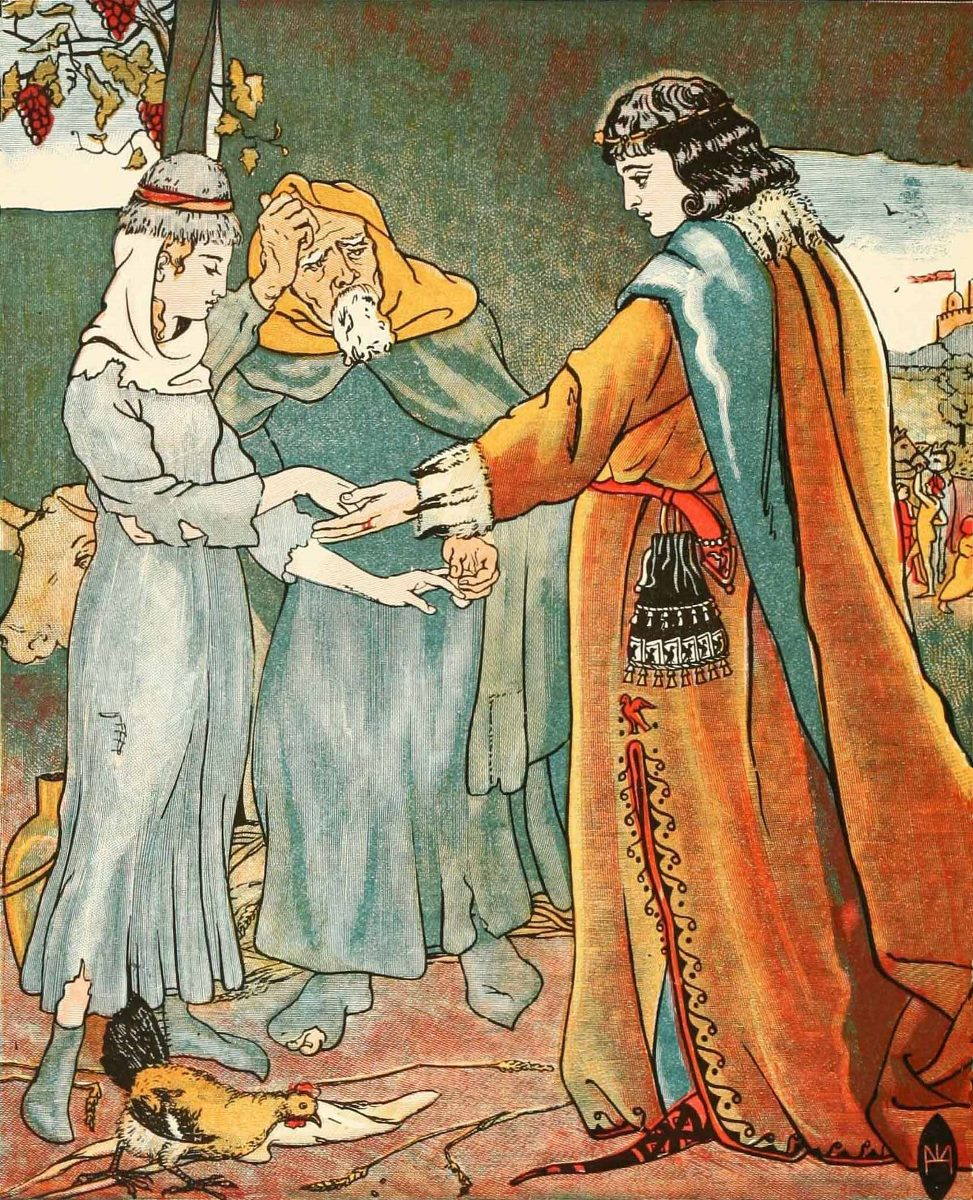
Le mariage de Grisildis, vu par Mary Eliza Haweis dans son Chaucer for Children (1882).

L'histoire de Grisildis ou Griselda circulait déjà sans doute sous forme orale avant que Boccace n'en fasse le dernier récit de son Décaméron. Quelques années plus tard, Pétrarque offre une adaptation latine de la version de Boccace qui connaît un grand succès à travers toute l'Europe et particulièrement en France, où sont produites deux traductions qui constituent les principales influences de Chaucer : Le Miroir des dames mariées de Philippe de Mézières et le Livre Griseldis anonyme. Chaucer utilise également l'original de Pétrarque, comme le reconnaît l'Universitaire lui-même dans le corps du conte.

## Analyse
Le Conte de l'Universitaire d'Oxford mêle plusieurs genres : plusieurs éléments, comme le motif de la mise à l'épreuve, rappellent ses origines de conte populaire, mais il reprend également des caractéristiques de l'exemplum, à la suite de Pétrarque, et du roman courtois avec sa fin heureuse. Dans le cadre des Contes de Canterbury, l'humble Grisildis apparaît comme l'antithèse de la forte personnalité qu'est la Bourgeoise de Bath. Néanmoins, le conte de l'Universitaire comme celui de la Bourgeoise ne sont pas réellement opposés : Grisildis est explicitement présentée comme n'étant pas un modèle à suivre, et les deux contes recommandent en fin de compte de faire preuve de modération et d'une certaine équité dans les rapports homme-femme.